# Isthmomys
Isthmomys (Hooper & Musser, 1964) è un genere di roditori della famiglia dei Cricetidi.

## Descrizione

### Dimensioni
Al genere Isthmomys appartengono roditori di piccole e medie dimensioni, con lunghezza della testa e del corpo tra 150 e 200 mm e la lunghezza della coda tra 155 e 205 mm.

### Caratteristiche craniche e dentarie
Il cranio è robusto e presenta un rostro lungo e largo, le creste sopra-orbitali ben sviluppate e una sesta cuspide aggiuntiva sul primo molare superiore.
Sono caratterizzati dalla seguente formula dentaria:

### Aspetto
L'aspetto è quello di un ratto ricoperto di una pelliccia lunga e densa. Le parti dorsali sono bruno-rossastre striate di nero oppure giallo-brunastre brillanti, mentre le parti ventrali sono bianco-giallastre o bianco-grigiastre. Il muso è appuntito, gli occhi sono grandi, le vibrisse sono lunghe ed ispessite. Le orecchie sono relativamente grandi. La coda è più lunga della testa e del corpo, scura, tozza e priva di peli. L'osso penico è più lungo del pene stesso il quale ha un'insolita forma a cono rovesciato con l'estremità notevolmente espansa.

## Distribuzione
Si tratta di roditori terricoli diffusi a Panama e in Colombia.

## Tassonomia
Il genere comprende 2 specie.
- Isthmomys flavidus
- Isthmomys pirrensis